# Alberto Larraguibel
Alberto Larraguibel Morales (ur. 30 maja 1919 w Angol, Chile, zm. 12 kwietnia 1995 w Santiago, Chile) – kapitan chilijskiej armii. Aktualny rekordzista świata w wysokości skoku w jeździeckich skokach przez przeszkody (patrz: Konkursy potęgi skoków).
Alberto Larraguibel ustanowił rekord świata w skoku przez przeszkody na koniu Huaso (Ex-Faithfull) 5 lutego 1949 roku w miejscowości Viña del Mar. Rekord (wpisany do Księgi Rekordów Guinnessa) wynosi 2,47 metra i do dziś nie został pobity (czyli od 76 lat).
Alberto Larraguibel startował również w reprezentacji Chile w pierwszych Igrzyskach Panamerykańskich w 1951 odbywających się Buenos Aires (Argentyna), gdzie zdobył dwa złote medale w skokach przez przeszkody (indywidualnie i w drużynie).
Zmarł 12 kwietnia 1995 r. w Santiago na raka płuc.

## Pomnik
14 grudnia 2007 roku w mieście Viña del Mar odsłonięto pomnik kapitana Alberto Larraguibela. Pięciometrowy pomnik jest wykonany z brązu i waży ok. 5 ton.

## Źródła i przypisy
- Artykuł napisano na podstawie innych wersji językowych Wikipedii